# 정보 추출
정보 추출(Information extraction, IE)은 비정형 및 반정형 기계 판독 가능 문서 및 기타 전자적으로 표현된 소스에서 구조화된 정보를 자동으로 추출하는 작업이다. 일반적으로 여기에는 자연어 처리(NLP)를 통해 인간 언어 텍스트를 처리하는 작업이 포함된다. 이미지/오디오/비디오/문서에서 자동 주석, 콘텐츠 추출 등 멀티미디어 문서 처리에 관한 최근 활동은 정보 추출로 볼 수 있다.
최근 NLP 기술의 발전으로 인해 이전 연도에 비해 성능이 크게 향상되었다.

## 같이 보기
- 지식 추출
- 웹 스크래핑
- 아파치 너치
- 개체명 인식
- 인공지능의 개요